# Klöckner-Humboldt-Deutz DZ 710
A DZ 710 egy nagy teljesítményű repülőgép-dízelmotor volt. A motor annak a projektnek illetve politikának az eredménye volt, hogy a második világháború előtt a német hatóságok a Humbolt-Deutz AG vállalatot kétütemű repülődízelek fejlesztésével bízták meg. A projekt a gyakorlati alkalmazásig nem jutott el.

## Alapadatok
A motor egy kétütemű dízelmotor volt. A hengereknek a lökethossza és a furata is 160 mm volt. A motor lökettérfogata 51.5 liter, a tömege 1300 kilogramm volt.
A típus tervezett teljesítménye 2700 lóerő lett volna és 1943-ban készült el, de a gyakorlati alkalmazásig nem jutott el. A teszteken a tesztelt példányok alacsony üzemanyag fogyasztással (207 gramm/kwh) üzemeltek.
Turbófeltöltős verziót is fejlesztettek, aminek a célja 3060 lóerő lett volna.

## DZ 720
1944-ben a német hatóságok részéről már még nagyobb teljesítményre lett volna igény. A fejlesztők erre azzal válaszoltak, hogy két Dz 710-es egymás felé helyezésével létrehoztak egy fektetett H-hengerelrendezésű motort. Ez által a lökettérfogat az eredeti kétszeresére, 102.9 literre nőtt volna. Úgy számoltak, hogy a turbófeltöltős verzió 5900 lóerőt adott volna le.